# Zale ustipennis
Zale ustipennis är en fjärilsart som beskrevs av Walker 1857. Zale ustipennis ingår i släktet Zale och familjen nattflyn. Inga underarter finns listade i Catalogue of Life.